# 第一代高里伯爵亞歷山大·霍爾-里文
第一代高里伯爵亞歷山大·霍爾-里文（英語：Alexander Hore-Ruthven, 1st Earl of Gowrie，1872年7月6日—1955年5月2日），1945年前稱高里男爵（Baron Gowrie），是一名英國陸軍軍官，1936年至1945年間擔任澳大利亞總督。
亞歷山大·霍爾-里文出生於溫莎，19歲加入正規軍。在馬赫迪戰爭期間，他因為救了一名受傷的埃及士兵，獲得一枚維多利亞十字勳章。第一次世界大戰時他參與了加里波利之戰，戰後被升為准將。1928至1934年被任命為南澳洲總督，1935年改任新南威爾士州總督，1936年升為澳大利亞總督。1945年他任期結束回到英格蘭，獲冊封為高里伯爵（Earl of Gowrie）。1955年去世。